# Esclavina

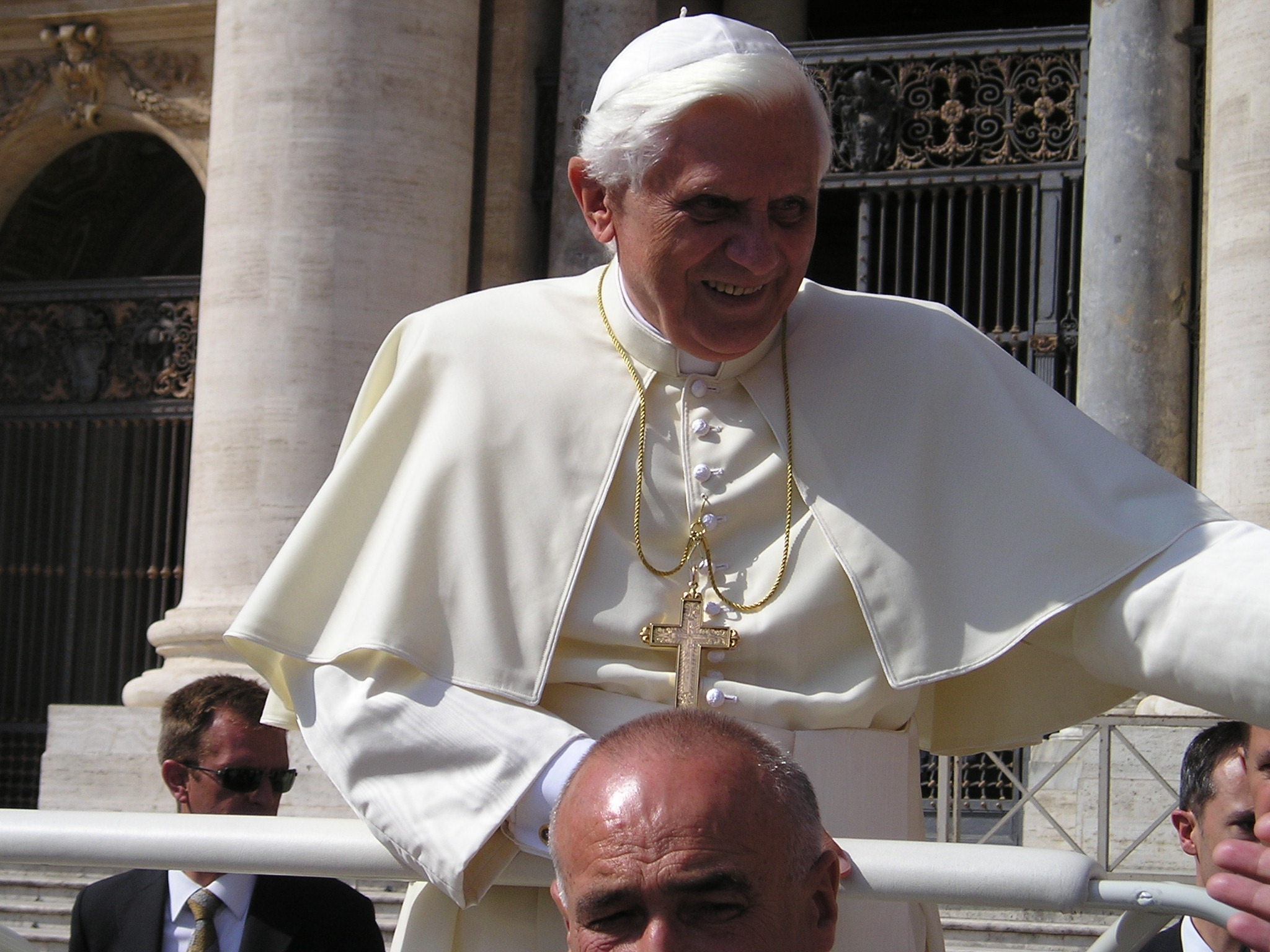
El papa Benedicto XVI con esclavina sobre su sotana, ambas blancas.

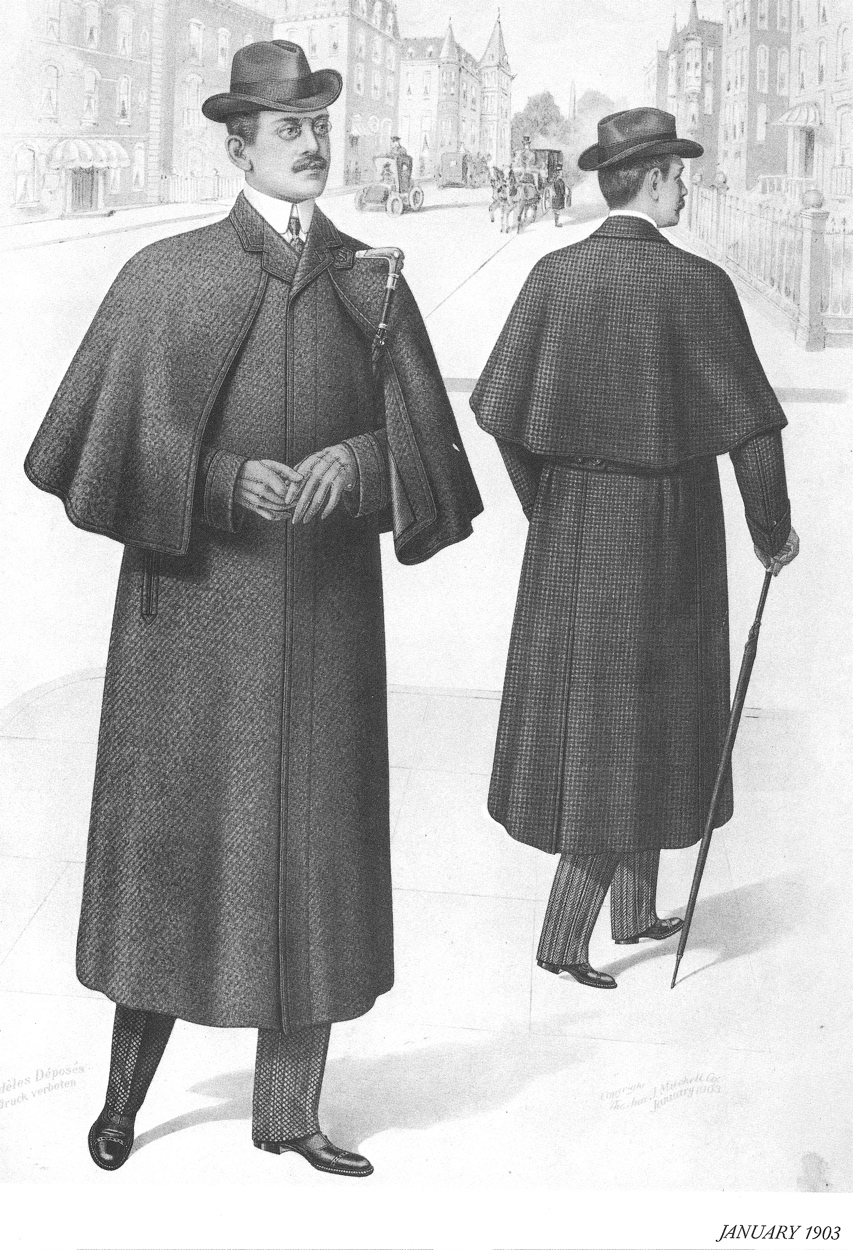

Se llama esclavina a una especie de muceta corta de cuero o de tela que se ponen al cuello los romeros durante la romería, formando parte distintiva de su persona junto con el bordón. Esta prenda se ha llegado a utilizar más larga, tomando la forma de una capa. En sentido parecido, la esclavina es la muceta que solían llevar las mujeres sobre los hombros para resguardarse del frío, así como una capotilla corta que utilizaban los hombres. Apenas llegaba a la cintura y que iba sobrepuesta a la capa o el capote.
Se denomina así al cuello postizo y suelto con una falda de tela de seis u ocho dedos de ancha pegada alrededor que utilizan los eclesiásticos. 
En medicina se conoce como «edema en esclavina» el producido en cabeza y extremidades superiores por una trombosis de la vena cava superior, o cualquier otro proceso que la obstruya (tumor intratorácico).